# (11730) Yanhua
(11730) Yanhua (1998 KO31) – planetoida z grupy pasa głównego asteroid okrążająca Słońce w ciągu 3,73 lat w średniej odległości 2,41 j.a. Odkryta 22 maja 1998 roku.